# (8531) Mineosaito
(8531) Mineosaito (1992 WX2) – planetoida z pasa głównego okrążająca Słońce w ciągu 4,27 lat w średniej odległości 2,63 au. Odkryta 16 listopada 1992 roku.